# Ichneumon phyllophorus
Ichneumon phyllophorus är en stekelart som beskrevs av Carl von Linné 1831. Ichneumon phyllophorus ingår i släktet Ichneumon och familjen brokparasitsteklar. Inga underarter finns listade i Catalogue of Life.